# Łuskożer krasnobrzuchy
Łuskożer krasnobrzuchy (Catoprion mento) – gatunek słodkowodnej, łuskożernej ryby kąsaczokształtnej z rodziny piraniowatych (Serrasalmidae). Charakteryzuje się specyficznie ukształtowaną żuchwą, przystosowaną do szybkiego zrywania rzędów łusek z ciała innych ryb. Do tej cechy nawiązuje nazwa monotypowego rodzaju Catoprion, wywodzona od greckich słów kato (dół) i prion (piła). Epitet gatunkowy mento pochodzi z języka greckiego i oznacza podbródek – nawiązuje do charakterystycznego zgrubienia na żuchwie.

## Występowanie
Jest gatunkiem pospolicie występującym w strumieniach i jeziorach dorzeczy Amazonki, Orinoko i Essequibo oraz w górnej części dorzecza Paragwaju – na obszarze Boliwii, Brazylii, Kolumbii, Gujany i Wenezueli. Przebywa w wodach obficie porośniętych roślinami wodnymi.

## Budowa

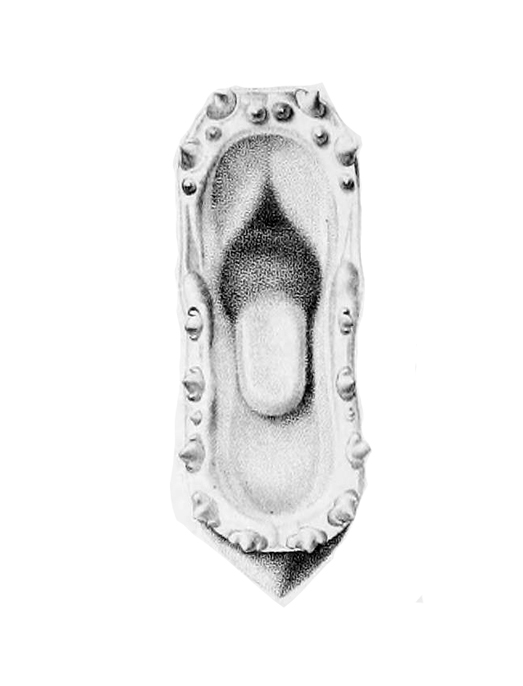
Uzębienie C. mento

Żuchwa łuskożera jest silnie wysunięta do przodu. Szczęka zaopatrzona w dwa rzędy silnych zębów, co odróżnia ten gatunek od piranii właściwych. Pierwsze promienie płetwy grzbietowej są wydłużone.
Łuskożer krasnobrzuchy dorasta do 15 cm długości standardowej (SL). Osiąga około 170 g masy ciała. Dymorfizm płciowy jest słabo widoczny w wyraźniejszym zaokrągleniu płetwy odbytowej samców.

## Biologia i zachowanie
Łuski zdzierane z ciała innych ryb stanowią pokarm zarówno młodych, jak i dorosłych osobników łuskożera krasnobrzuchego. Uzupełnieniem jego diety są owady i glony. Starsze ryby żywią się już niemal wyłącznie łuskami. W celu zdobycia pokarmu nierzadko porywają się na ryby trzykrotnie większe od siebie. Atakują również przedstawicieli własnego gatunku.
Catoprion mento wykazuje nowatorskie, w znaczeniu ewolucyjnym, zachowania zmierzające do zdobycia pokarmu. Obejmują one taranujące ataki wykonywane z dużą prędkością i z otwartym pyskiem, kierowane w okolice środka ciężkości ciała ofiary. Kąt rozwarcia szczęk wynosi od 90° do prawie 120°, a czaszka ustawiana jest optymalnie do powierzchni ciała ofiary w celu wydłużenia czasu bezpośredniego kontaktu. Uderzenie twardymi zębami w ciało ofiary powoduje zerwanie z niego rzędów łusek, a siła zderzenia oddziela je od ciała. Drapieżnik zjada łuski pływające w słupie wody.

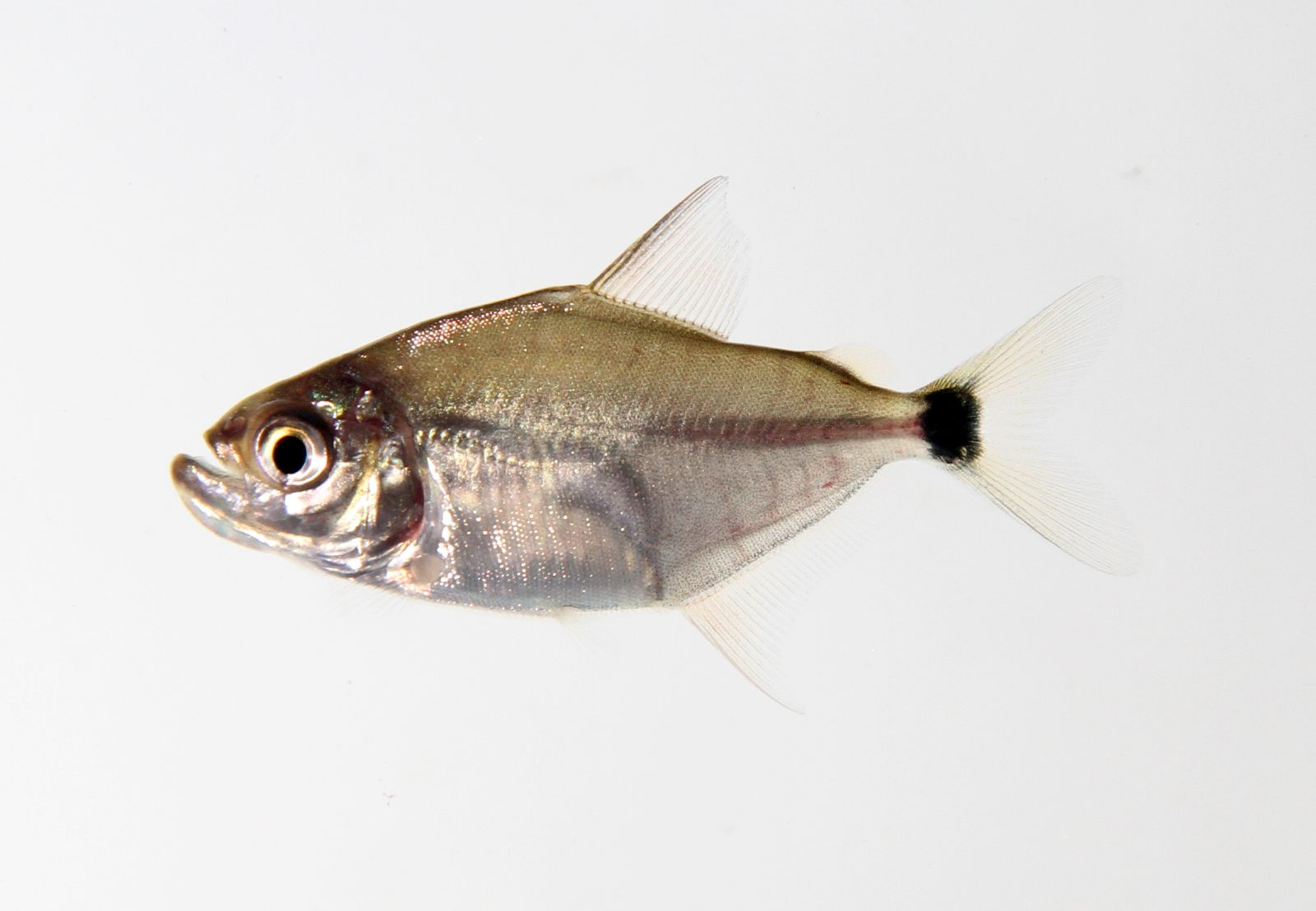
Osobnik młodociany